# How Did I Find Myself Here?
How Did I Find Myself Here? (с англ. — «Как я здесь оказался?») — пятый студийный альбом американской рок-группы The Dream Syndicate. Он был выпущен 8 сентября 2017 года лейблом ANTI- Records, спустя почти 30 лет после выхода последнего альбома группы и после трёх лет гастролей. В состав записывающей группы вошли фронтмен Стив Уинн и бывшие участники группы, а также один из участников побочных проектов Уинна.

## История
How Did I Find Myself Here? — это первый студийный альбом Dream Syndicate за почти тридцать лет. Группа распалась в 1988 году, после того как Ghost Stories не добился успеха, но Уинн реформировал группу в 2012 году, при помощи оригинального барабанщика Денниса Дака и басиста Марка Уолтона, участника Dream Syndicate с 1984 года Medicine Show', и гитариста Джейсона Виктора, бывшего соратника Уинна (в том числе в проекте Steve Wynn & the Miracle 3).
Группа гастролировала в течение трёх лет, включая два концерта в Атланте, где они последовательно сыграли The Days of Wine and Roses и Medicine Show. Вместе с клавишником Крисом Какавасом они записали альбом How Did I Find Myself Here?, который вышел в 2017 году на лейбле ANTI- Records.
Бывшая басистка и певица Dream Syndicate Кендра Смит, одна из основательниц группы, поёт в «Kendra’s Dream», заключительной песне альбома. Линда Питмон (которая замужем за Уинном) играет на перкуссии в двух песнях; ранее она играла в некоторых других проектах Уинна.
Критики отметили связи между новым альбомом и старым материалом, и Уинн тоже. В интервью 2019 года он сказал, что альбом был «своего рода возрождением», «мостом в прошлое», в котором было «достаточно отсылок к тому, кем мы были раньше, но в то же время он привёл нас в новое место». После выхода альбома группа провела шесть месяцев гастролей, включая серию концертов в Европе осенью 2017 года.

## Отзывы
| Оценки критиков | Оценки критиков |
| Источник        | Оценка          |
| --------------- | --------------- |
| AllMusic        | [ 5 ]           |
| Pitchfork       | [ 2 ]           |
| PopMatters      | [ 1 ]           |
| Slant Magazine  | [ 6 ]           |

Альбом получил положительные отзывы музыкальной критики и интернет-изданий, включая Slant Magazine, PopMatters и Pitchfork.
В своей рецензии на AllMusic Марк Деминг дал альбому четыре звезды из пяти и далее написал, что «Если вы надеетесь на продолжение The Days of Wine and Roses, то How Did I Find Myself Here? — это не то. Но если вы хотите услышать умный, амбициозный и благословенно шумный сет от четырёх человек, которые знают, как делать это правильно, то возвращение Dream Syndicate на службу займёт почётное место в вашей музыкальной коллекции».
Джереми Винограда в Slant написал, что альбом «с лёгкостью напоминает о слишком коротком первоначальном творчестве группы и в то же время входит в привычный, комфортный ритм»; песни «шумные, тяжёлые и язвительные», а в более длинных композициях группа продвигает себя дальше, чем на предыдущих альбомах. Винограду не хватает прежнего гитариста Карла Прекоды; Виктор, по его словам, более традиционен, хотя и «хорошо справляется».
Критики сравнивают альбом с предыдущими, но Эд Уайтлок из PopMatters добавляет изюминку: альбом «не похож ни на один из старых альбомов Dream Syndicate, что можно сказать о каждом из предыдущих альбомов Dream Syndicate». По словам Уайтлока, после трёх лет гастролей группа звучала «плотно и, возможно, более сплочённо, когда вошла в студию, чем любая группа, ранее записывавшаяся под этим именем». Группа была «уверенной и игривой», и хотя песни были уникальны сами по себе, вместе они представляли собой очень цельный альбом.
Дэвид Чиу, написавший для Pitchfork, сказал, что «Уинн, Дак и Уолтон звучат обновлёнными»; он отметил, что во многом альбом вернулся к раннему каталогу Dream Syndicate, с вокалом Кендры Смит, с «зубчатой игрой на гитаре» Виктора, напоминающей игру Прекоды и Пола Б. Катлера, и с некоторыми песнями «задумчивыми» и «меланхоличными», как старый материал. В то же время Чиу увидел и отличия, особенно в «эпическом» заглавном треке, который «представляет собой стилистическое отступление с его медленной и триппированной смесью фанка, джаза и R&B под влиянием Stax».

## Список композиций
| №  | Название                      | Длительность |
| -- | ----------------------------- | ------------ |
| 1. | «Filter Me Through You»       | 3:54         |
| 2. | «Glide»                       | 6:23         |
| 3. | «Out of My Head»              | 4:10         |
| 4. | «80 West»                     | 4:15         |
| 5. | «Like Mary»                   | 4:57         |
| 6. | «The Circle»                  | 4:34         |
| 7. | «How Did I Find Myself Here?» | 11:13        |
| 8. | «Kendra's Dream»              | 6:22         |

## Чарты
| Чарт (2017)                         | Высшая позиция |
| ----------------------------------- | -------------- |
| США (Independent Albums, Billboard) | 32             |